# 9 (film 2005)
9 è un cortometraggio d'animazione del 2005 diretto da Shane Acker come studente della UCLA Animation Workshop.

## Trama
La storia si svolge in un mondo post-apocalittico, dove si aggirano due bambole di pezza senzienti, riconoscibili per il numero dietro la schiena: 5, un "inventore" con un occhio solo, e 9, che è il protagonista del cortometraggio.
Durante un'esplorazione tra le macerie, 5 viene catturato e ucciso da un gatto robotico (la Bestia-Gatto) tramite un talismano capace di assorbire l'anima di chi lo guarda mentre è attivo. Tramite questo talismano, inoltre, sono stati uccisi precedentemente agli eventi del cortometraggio anche le bambole 1, 2, 3, 4, 6, 7 e 8. Durante l'attacco della Bestia-Gatto, 9 è riuscito a salvarsi grazie al secondo pezzo del talismano (che si illumina quando il primo pezzo posseduto dalla Bestia-Gatto è vicino).
Mentre vaga sconsolato tra le macerie, 9 si decide a sconfiggere una volta per tutte la Bestia-Gatto e costruisce una trappola, poi va in sua ricerca. Con una rocambolesca fuga, 9 riesce a condurre la Bestia-Gatto verso la trappola. Per un momento la bestia sembra avere la meglio, ma poi viene scaraventata definitivamente contro dei pali acuminati di ferro.
9 recupera il primo pezzo del talismano e accende un grande fuoco con attorno dei pezzi di tessuto con scritti i numeri delle altre bambole uccise dalla Bestia-Gatto.
Mentre si allontana però, 9 capisce che il pezzo che era in suo possesso può essere connesso con il talismano che era stato della Bestia-Gatto e li unisce. La connessione tra i due pezzi provoca la liberazione delle anime delle altre bambole, che raggiungono le loro "tombe" costruite da 9 e si dissolvono.
9, dopo aver assistito a questa "resurrezione" dei suoi vecchi compagni, si allontana tra le macerie.

## Riconoscimenti
- Nomination agli Oscar 2006: Miglior cortometraggio d'animazione (Shane Acker)
- BendFilm Festival 2005: Premio della Giuria: Miglior cortometraggio d'animazione (Shane Acker)
- Student Academy Awards 2005: Medaglia d'Oro: Animazione (Shane Acker)

## Opere derivate
Il successo di critica di questo cortometraggio ha portato alla realizzazione di un lungometraggio con il medesimo titolo.